# Szyłowicze
Szyłowicze – dawna wieś. Tereny, na których była położona, leżą obecnie na Białorusi, w obwodzie grodzieńskim, w rejonie smorgońskim, w sielsowiecie Sinki.

## Historia
W czasach zaborów wieś w gminie Krewo, w powiecie oszmiańskim, w guberni wileńskiej Imperium Rosyjskiego. W 1905 roku wieś liczyła 141 mieszkańców, 193 dziesięcin.
W latach 1921–1945 wieś leżała w Polsce, w województwie wileńskim, w powiecie oszmiańskim, w gminie Krewo.
W 1931 zaścianek w 32 domach zamieszkiwały 182 osoby.
Wierni należeli do parafii rzymskokatolickiej w Krewie i prawosławnej w Sućkowie. Miejscowość podlegała pod Sąd Grodzki w Smorgoniach i Okręgowy w Wilnie; właściwy urząd pocztowy mieścił się w Krewie.